# Jérusalem
Jérusalem ist Giuseppe Verdis erste französische Grand opéra. Sie entstand als Umarbeitung der Oper I Lombardi alla prima crociata und besteht wie das Original aus vier Akten. Die Uraufführung in französischer Sprache fand am 26. November 1847 an der Académie Royale de Musique in Paris statt. Die Librettisten Alphonse Royer und Gustave Vaëz übersetzten weitgehend das Ursprungslibretto von Temistocle Solera, unterlegten aber eine neue Handlung, indem sie die Hauptpersonen historisierten und zu Franzosen machten. Verdi komponierte viele Teile neu, darunter eine Balletteinlage, sodass Jérusalem als eigenständiges Werk gilt.

## Handlung

### Historischer Kontext
Die Handlung der Oper beginnt in Toulouse im Spätherbst 1095, nachdem Papst Urban II. auf der Synode von Clermont Ende November zum Ersten Kreuzzug (1096–1099) aufgerufen hatte, um das Heilige Land von den Seldschuken zurückzuerobern. Einer der Hauptbefürworter des Kreuzzugs war der Bischof Adhemar de Monteil, der nach der Ernennung zum Apostolischen Legaten als offizieller Anführer galt, aber bereits 1098 starb.
Raymond, Graf von Toulouse, nahm vier Tage nach der Synode als eines der ersten Mitglieder des höheren Adels das Kreuz, wurde ein Heerführer des Ersten Kreuzzugs und brach im Oktober 1096 in Begleitung seiner Gemahlin zum Kreuzzug auf. Dieser Erste Kreuzzug erreichte 1099 mit der Belagerung von Jerusalem, der Eroberung, dem anschließenden Gemetzel und der Einrichtung eines christlichen Königreichs Jerusalem sein Ziel, die Rückeroberung der heiligen Stätten. Die Oper endet mit der Ausrufung des Sieges am 15. Juli 1099.
Auch Gaston von Béarn ist historisch belegt. Er war Teilnehmer des Ersten Kreuzzugs und schloss sich nach Streitigkeiten mit dem Grafen von Toulouse dem Heerzug Gottfried von Bouillons nach Jerusalem an. Am 15. Juli 1099 war er der erste Kreuzritter, der Jerusalem betrat. Die im Libretto behauptete Verlobung und spätere Heirat mit der Tochter des Grafen von Toulouse trifft dagegen nicht zu. Stattdessen war Gaston mit Talesa von Aragonien verheiratet.

### Erster Akt
Toulouse 1095. Palast des Grafen von Toulouse. Empore zwischen Palast und Kapelle, Terrasse mit Treppe zum Garten. Nacht

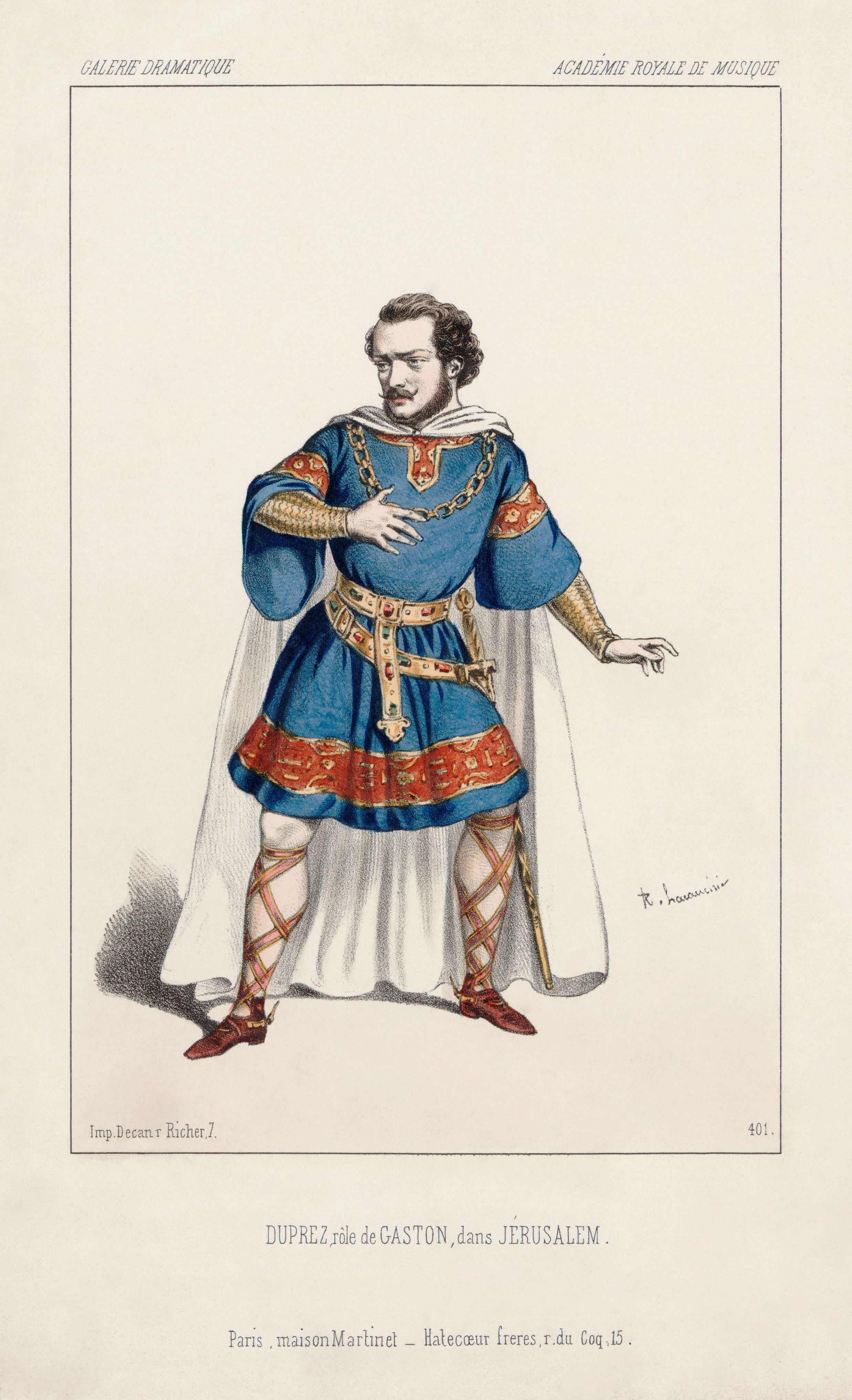
Gilbert Duprez als Gaston, 1847

Nach einer viereinhalbminütigen Introduktion beginnt die Handlung. Der Graf von Toulouse hatte Gastons Vater im Krieg getötet, will aber zum Zeichen der Aussöhnung seine Tochter Hélène mit Gaston vermählen. Gaston ist noch voller Hass auf den Grafen, liebt aber Hélène. Nachdem sich Gaston und Hélène ihre Liebe gestanden haben, fleht Hélène beim Klang des morgendlichen Angelusläutens zusammen mit Isaure in einem Ave Maria, dass Gaston seinen Hass vergisst. Bei Sonnenaufgang strömen Ritter und Damen zur Kapelle und kommentieren in einem Chor, dass angesichts des bevorstehenden Kreuzzugs die Versöhnung erfolgen wird. Der Graf verspricht endgültig Gaston seine Tochter. Roger, der Bruder des Grafen, der Hélène heimlich liebt, plant daraufhin, Gaston ermorden zu lassen. In diesem Moment tritt Adhémar von Monteil, der päpstliche Gesandte, auf, um den Grafen zum Heerführer der französischen Kreuzritter zu ernennen. Nach Gastons Zusage, den Grafen auf dem Kreuzzug zu begleiten, überreicht ihm der Graf seinen weißen Kreuzrittermantel. Es folgt ein gemeinsames Gebet zum Gelingen des Kreuzzugs, und alle gehen in die Kapelle. Roger bleibt zurück und plant endgültig, Gaston ermorden zu lassen. Da er den Tausch des Mantels nicht bemerkt hat, weist er einen Soldaten an, nicht den Träger des Mantels, in dem er seinen Bruder vermutet, sondern den Krieger neben ihm zu töten. Der Platz füllt sich mit Soldaten. Aus der Kapelle ertönt Lärm, der gedungene Mörder enteilt, aus der Kapelle strömen die Ritter und rufen Au meurtre! („Mord!“). Als auch Gaston aus der Kapelle tritt, fragt Roger entsetzt, wem der Anschlag gegolten hat. Nachdem er erfahren hat, dass sein Bruder das Opfer war, überredet er den Attentäter, der inzwischen gefasst wurde, ihn zu retten und Gaston als Anstifter anzugeben. Nur Hélène und Isaure wollen es nicht glauben. Während die anwesenden Ritter bereits ihr Schwert ziehen, tritt der päpstliche Gesandte auf, belegt Gaston mit dem Kirchenbann, verflucht ihn und verurteilt ihn zur Verbannung, wo ihn die Strafe Gottes ereilen soll. Hélène, Gaston und Isaure flehen vergebens um Gnade. Roger bereut, wagt aber nicht, seine Schuld zu bekennen.

### Zweiter Akt
Erstes Bild: Palästina 1099. Einsamer Ort in der Nähe von Ramla. Höhle, daneben ein schlichtes Kreuz
Der Graf von Toulouse wurde zwar beim Mordanschlag seines Bruders Roger schwer verwundet, ist aber genesen, in Begleitung seiner Tochter zum Kreuzzug aufgebrochen und inzwischen mit dem Kreuzfahrerheer in Palästina angelangt. Roger, der noch immer glaubt, dass sein Bruder tot ist, pilgerte direkt nach der Tat als Büßer barfuß ins Heilige Land und lebt nun in einer Höhle in der Nähe vom Ramla als Einsiedler. Er bereut seine Tat und fleht Gott um Gnade an: Grâce! Mon Dieu! Raymond, ein Edelmann aus dem Gefolge Gastons, schleppt sich halb verdurstet vor die Höhle. Roger gibt ihm aus der Pilgerflasche zu trinken, erfährt, dass sich noch weitere Personen verirrt haben, und bricht zur Suche auf. Hélène und Isaure, auf der Suche nach Gaston, entdecken Raymond, der ihnen berichtet, dass Gaston nach mehreren Kriegstaten in Ramla gefangen genommen wurde. Sie brechen zusammen nach Ramla auf. Ein Chor verdurstender französischer Pilger hört die Fanfaren der Kreuzfahrer und glaubt, dass sie nun gerettet sind. Das Heer der Kreuzritter, mit einer Militärmusikkapelle an der Spitze, tritt zu den Klängen eines Marsches auf. Der Graf, in Begleitung des päpstlichen Gesandten, bittet um den Segen des frommen Eremiten. Roger erkennt zwar den Grafen, ist aber inzwischen so ausgezehrt, dass ihn der Graf nicht als seinen verschwundenen Bruder erkennt. Die Szene endet mit dem Aufbruch des Heeres zu einem blutigen Vernichtungsfeldzug.
Zweites Bild: Dīwān des Emirs von Ramla
Gaston denkt in der Gefangenschaft des Emirs an Hélène. Der Emir warnt ihn, angesichts des nahenden Kreuzfahrerheers zu fliehen. Ein Offizier bringt auf Geheiß des Emirs Hélène herein, die man in Verkleidung aufgegriffen hat. Der Emir und der Offizier verlassen den Raum, um das Gespräch zwischen Hélène und Gaston zu belauschen. Beide gestehen sich in einem Duett noch einmal ihre Liebe. Nachdem Schreie von draußen, Aux armes! („zu den Waffen!“), ertönen, versuchen Hélène und Gaston beim vermuteten Angriff der Kreuzritter zu entfliehen, werden aber von den Offizieren des Emirs festgenommen.

### Dritter Akt
Erstes Bild: Garten im Harem des Emirs
Die Haremsdamen verspotten die verzweifelte Hélène: O belle captive („o schöne Gefangene“). Anschließend folgt ein etwa 17-minütiges Ballett der Haremsdamen mit einem
- Pas de quatre (vier Solisten und Corps de ballet)
- Pas de deux
- Pas solo (Solotanz der Primaballerina)
- Pas ensemble

Der Emir tritt in Begleitung einiger Scheichs auf. Die Damen verschleiern sich und zerstreuen sich im Garten. Ein Offizier berichtet, dass die Christen angreifen. Der Emir verlangt, dass Hélène bei einem Einfall geköpft werden soll. Hélène bleibt verzweifelt zurück, denkt an den Zorn ihres Vaters, den sie ohne Erlaubnis verlassen hat, und sorgt sich um Gaston. Das Kreuzfahrerheer unter dem Grafen von Toulouse hat inzwischen gesiegt, und Gaston konnte sich befreien. Im Moment des Wiedersehens mit Hélène dringen die Kreuzritter mit dem Grafen an der Spitze in den Palast ein. Die Ritter verlangen Gastons Hinrichtung. Hélène legt vergeblich Fürsprache ein. Ihr Vater verflucht sie als treulose Tochter und zerrt sie hinter sich her.
Zweites Bild: Ein Platz in Ramla
Zu den Klängen eines Trauermarsches wird Gaston von Soldaten und Büßern herbeigebracht, die seinen Helm, sein Schild und sein Schwert tragen. Der Gesandte des Papstes, die Ritter, ein Herold und ein Henker planen eine öffentliche Verurteilung angesichts der Bevölkerung von Ramla. Nachdem Gaston noch einmal seine Unschuld an dem Mordanschlag auf den Grafen betont hat, will er als Mann von Ehre sterben. Dies vereitelt der Gesandte, der ihn stattdessen am Tag vor der Hinrichtung zunächst als Verräter der Schande preisgeben will, indem er ihn aus dem Adel und dem Rittertum ausstößt. Gaston fleht noch einmal vergebens um eine Milderung des Urteils. Ein Herold zwingt Gaston, auf ein Podest zu steigen, auf dem sich bereits ein Henker befindet. Der Herold weist auf Gastons Helm als den Helm eines Verräters, und der Henker zerschlägt ihn. Dasselbe geschieht trotz aller Unschuldsbeteuerungen mit Gastons Schild und Gastons Schwert. Das anwesende Volk und der Edelmann aus Gastons Gefolge flehen vergeblich um Gnade. Gaston bittet um seinen sofortigen Tod, erkennt aber schließlich, dass er als Unschuldiger nicht seine Ehre verloren hat.

### Vierter Akt
Erstes Bild: Lager der Kreuzritter im Tal von Josaphat nahe Jerusalem. Ein bewachtes Zelt
Die Kämpfe zur Eroberung Jerusalems haben begonnen. Roger will den Tod und denkt angesichts des Ölbergs an die Qualen Christi. Die Kreuzritter und Frauen in ihrem Gefolge, darunter auch Hélène treten auf. Der Gesandte des Papstes weist auf das Zelt, in dem Gaston gefangen gehalten wird und bittet Roger, den vermeintlichen frommen Einsiedler, einem Mörder die Absolution zu erteilen. Soldaten führen Gaston aus dem Zelt. Hélène tritt dazwischen und hat ein kurzes Gespräch mit Gaston, der über die Zerstörung seiner Waffen berichtet. Roger, der Gaston wiedererkannt hat, erkennt seine Aufgabe und verlangt, mit dem Gefangenen allein zu bleiben. Er weigert sich in seiner Rolle als Beauftragter des päpstlichen Gesandten, Gaston zu segnen, und übergibt ihm stattdessen ein Schwert. Er erlaubt ihm, für den Herrn zu kämpfen, womit Gaston seine Ehre zurückgewinnt. Ein kurzes Zwischenspiel La bataille geht der Schlussszene voraus.

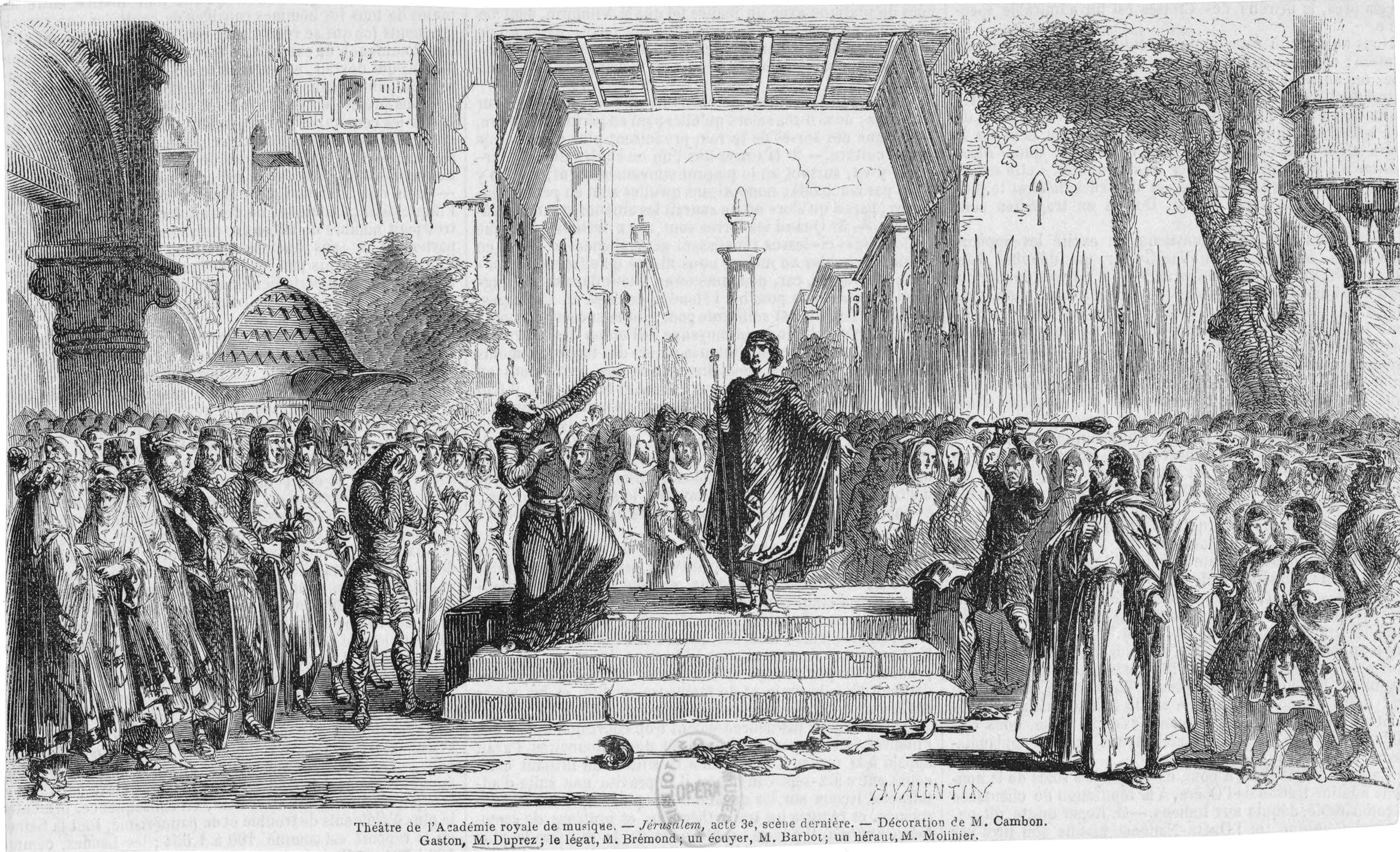
Schlussszene, 1847

Zweites Bild: Zelt des Grafen nach der Eroberung Jerusalems
Jerusalem ist eingenommen, und die Kreuzfahrer sind in die brennende Stadt eingedrungen. Der Graf ist zurückgekehrt und erwartet die siegreichen Krieger. Auch Gaston erscheint mit heruntergelassenem Helmvisier. Der Graf erkennt in ihm den Krieger, der als Erster die Kreuzfahrerflagge in Jerusalem hisste, und fragt nach seinem Namen. Gaston gibt sich zu erkennen und verlangt nach dem Henker. In diesem Moment taumelt der tödlich verwundete Roger auf die Bühne, gibt sich als Bruder des Grafen zu erkennen und bekennt, dass er der Verräter war. Angesichts seines Todes fleht er um Gnade und verlangt, die Stadt des Herrn zu sehen. Die hintere Zeltwand wird geöffnet und gibt den Blick auf Jerusalem frei. Die Oper schließt mit einem allgemeinen Hymnus A toi gloire, dieu de victoire („Ehre sei dir, Gott des Sieges“).

## Instrumentation
Die Orchesterbesetzung der Oper enthält die folgenden Instrumente:
- Holzbläser: zwei Flöten (2. auch Piccolo), zwei Oboen, zwei Klarinetten, zwei Fagotte
- Blechbläser: vier Hörner, zwei Cornets à pistons, zwei Trompeten, drei Posaunen, Ophikleide
- Pauken, Schlagzeug: Große Trommel, Becken, Kleine Trommel, Triangel, Tamtam
- Harfe
- Orgel
- Streicher
- Bühnenmusik hinter der Szene: Trompeten
- Bühnenmusik auf der Szene: kleines Saxhorn, Altsaxhorn, Tenorsaxhorn, Baritonsaxhorn, Basssaxhorn, Kontrabasssaxhorn, vier Hörner, zwei Cornets à pistons, Cornet à cylindre, drei Posaunen, Ophikleide, Kleine Trommel

## Werkgeschichte

### Entstehung
Nachdem Verdi nach seinen frühen Erfolgen bereits international bekannt geworden war, wollte auch die Pariser Oper ein Werk des Komponisten als Grand opéra aufführen. Verdi plante zunächst, seine Oper Attila aus dem Jahr 1846 umzuarbeiten, aber dann fiel seine Wahl auf die 1843 entstandene Oper I Lombardi alla prima crociata (dt. Die Lombarden auf dem ersten Kreuzzug). Die Librettisten Alphonse Royer und Gustave Vaëz (eigentlich Jean-Nicolas-Gustave Van Nieuwen-Huysen) überarbeiteten in ihrer französischen Fassung das italienische Libretto, wobei nach Meinung Faths die handelnden Personen glaubwürdiger erschienen. Das ursprüngliche, aus elf Bildern bestehende Werk wurde auf sieben Bilder reduziert. Verdi komponierte die Neufassung in Paris. Zu den neu hinzukomponierten Teilen gehören die Szene in Palästina, wo Gaston entehrt und zum Tode verurteilt wird, und das Ballett in den Gärten des Emirs, wo Hélène gefangen gehalten wird. Ebenso revidierte Verdi die Orchestrierung. Neu gegenüber den Lombardi war auch die erstmalige Verwendung verschiedener Militärmusikinstrumente wie Saxhörnern bei der Bühnenmusik. Im Gegensatz zu den Lombardi hat Verdi nach Meinung des Verdi-Biographen Julian Budden alles „Naive“ und die „Missgriffe“ herausgenommen und die Rezitative dramatisiert, sodass die jüngere Fassung den Eindruck erweckt, „dass sie mehr durchkomponiert ist als die ältere“.
Verdi, der mit seiner Überarbeitung sehr zufrieden war, betonte die Eigenständigkeit und schrieb an seine Mailänder Gönnerin, die Gräfin Appiani, dass die Oper I Lombardi „bis zur Unkenntlichkeit verändert“ sei. Ebenso wies er seinen Verleger Giovanni Ricordi an, keinesfalls zuzulassen, dass Jérusalem in Italien in einer verstümmelten oder gekürzten Form aufgeführt würde. Einzig das Ballett könne weggelassen werden.

### Rezeption
Die Pariser Uraufführung am 26. November 1847 war ein Erfolg, trotz einiger negativer Kritiken, die bemängelten, dass es ein junger Mann wagte, mit Auber, Rossini oder Meyerbeer wetteifern zu wollen. Der sogenannte Bürgerkönig Louis-Philippe ließ zwei Akte in den Tuilerien nachspielen und ernannte Verdi zum Chevalier de la Légion d’Honneur.
Das Werk wurde am 10. Juli 1849 in Hamburg unter dem Titel Jerusalem in einer Übersetzung von Joseph von Seyfried nachgespielt. Nach Calisto Bassis Rückübersetzung des französischen Textes ins Italienische fand die italienische Erstaufführung am 26. Dezember 1850 unter dem Titel Gerusalemme an der Mailänder Scala statt. Trotzdem konnte sich das Werk nicht in Italien durchsetzen, da die italienischen Bühnen die Urfassung bevorzugten, wobei die Scala als erste Bühne bereits 1855 wieder I Lombardi alla prima crociata auf den Spielplan setzte. Der Kritiker Abramo Basevi behauptete 1859, dass Jérusalem „aufgeblasen, zusammenhanglos und ohne Kolorit“ sei. Noch 1959 behauptete Franco Abbiati, dass die Oper „einem zerkochten Linsengericht“ gleiche.
Obwohl Jérusalem noch bis 1880 im Brüsseler Théâtre Royal de la Monnaie aufgeführt wurde, verschwand die Oper aus dem Repertoire der Opernhäuser und blieb trotz der im letzten Drittel des 20. Jahrhunderts einsetzenden Verdi-Renaissance und der Wiederaufführung im Teatro La Fenice Venedig, an der Pariser Oper und der Wiener Staatsoper nach Meinung Buddens ein „Aschenbrödel“, obgleich viele Szenen bereits auf den späten Verdi verweisen.

### Italienische FassungGerusalemme
1847 übersetzte Calisto Bassi das Libretto ins Italienische. Die Erstaufführung von Gerusalemme erfolgte am 26. Dezember 1850 im Teatro alla Scala in Mailand. Die erste Aufnahme entstand 1963 mit Leyla Gencer und  Giacomo Aragall, weitere Aufnahmen mit Gencer und Aragall folgten 1964 und 1965. Eine weitere Aufnahme erfolgte 1975 mit Katia Ricciarelli und José Carreras. Aus der neuen Zeit sind keine Aufnahmen bekannt.

## Diskographie (Auswahl)
- Gesamtaufnahme mit Katia Ricciarelli (Hélène), José Carreras (Gaston), Siegmund Nimsgern (Roger), Chor und Orchester des RAI Turin unter Gianandrea Gavazzeni, OPD 1975, Liveaufnahme (frz.).
- Gesamtaufnahme mit Mariana Mescheriakowa (Hélène), Marcello Giordani (Gaston), Roberto Scandiuzzi (Roger), Orchestre de la Suisse Romande Genf unter Fabio Luisi, Philips 2000 (frz.).
- Gesamtaufnahme mit Veronica Villarroel, Ivan Momirov, Alain Fondary, Carlo Colombara, Chor und Orchester des Teatro Carlo Felice Genua unter Michel Plasson TDK 2000 / 2007, Liveaufnahme DVD.